# The House of the Dead 2
The House of the Dead 2 lub House of the Dead 2 – komputerowa gra akcji wyprodukowana przez SEGĘ, wydana w 1998 roku.

## Rozgrywka
The House of the Dead 2 jest strzelanką na szynach, opartą na walce z zombie. Na końcu każdego poziomu gracz walczy z bossem, który ma słaby punkt. The House of the Dead 2 jest kontynuacją gry o tym samym tytule. Gracz wciela się w postać tajnego agenta, który ma wyeliminować Dr. Curiena oraz hordy zombie.
Gra została stworzona w trójwymiarowej oprawie graficznej.
W 2005 roku na podstawie gry powstał film Dom śmierci II: Śmiertelny cel.